# Přenosové médium
Přenosové médium ve fyzice nebo v telekomunikacích je libovolné prostředí, které může přenášet vlnění nebo jinou formu energie.

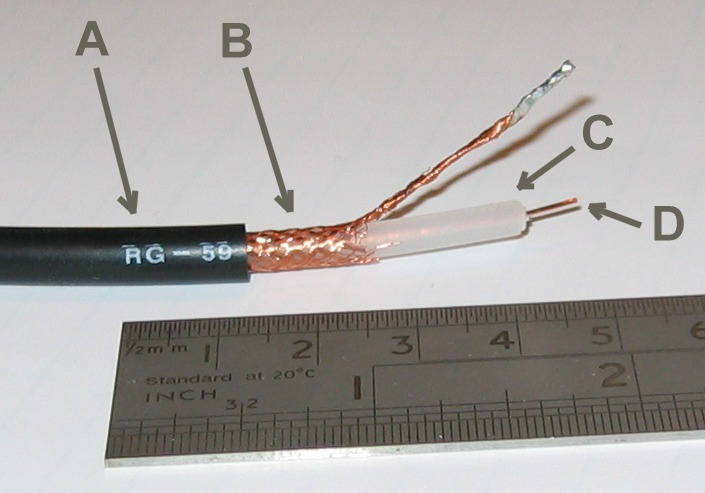
Koaxiální kabel RG-59 – příklad přenosového média

Mezi nejrozšířenější přenosová média patří metalické kabely tvořené různě uspořádanými vodiči.
Pomocí elektromagnetického vlnění (nejčastěji pomocí rádiových vln), je možné komunikovat volným prostorem i vzduchoprázdným prostředím (včetně kosmického prostoru).
Větší přenosovou kapacitu poskytuje díky vyšším kmitočtům viditelné nebo neviditelné světlo, jehož šíření je ale negativně ovlivňováno povětrnostními podmínkami, proto se pro jeho přenos používají optické kabely.
Ve speciálních případech (komunikace s ponorkami) se pro komunikaci používá i mechanické vlnění v podobě zvukových nebo ultrazvukových vln.